# Jaume Llabrés Morey
Jaume Llabrés Morey (Palma de Mallorca, 26 de septiembre de 1896 - ibídem, 29 de enero de 1979) fue un dirigente deportivo, árbitro y deportista español.
Su padre fue el fundador del Bar Triquet, conocido establecimiento de restauración situado en la finca homónima existente entre 1910 y 2005. Llabrés continuó con el negocio, pero destacó en la vertiente deportiva en distintos frentes.
Como deportista logró relevancia a través del billar francés. Fue un billarista de juegos cortos y durante doce años fue campeón de Baleares, pero llegó a su máximo esplendor en 1932, al proclamarse Campeón de España de segunda categoría en la modalidad de carambola libre en el campeonato disputado en Badalona (Barcelona).
También practicó otros deportes como el fútbol, el ciclismo y el juego de pelota, pero sin alcanzar la relevancia conseguida como billarista.
Como dirigente deportivo destacó en el mundo futbolístico. Fue presidente del Baleares FC entre 1922 y 1923, un período breve pero intenso, ya que impulsó la construcción del nuevo terreno de juego del club en Son Canals y el traslado de su local social al Bar Triquet. Después se dedicó al arbitraje y formó parte de la junta directiva del Colegio Balear de Árbitros hasta llegar a presidir su colectivo entre 1946 y 1959.